# Telekomunikacyjne systemy satelitarne
Telekomunikacyjne systemy satelitarne – rodzaj sieci telekomunikacyjnej, która umożliwia, przy pomocy satelitów umieszczonych na orbitach, nawiązywanie połączenia z abonentami znajdującymi się w dowolnym miejscu na kuli ziemskiej. W 1960 r. na orbicie umieszczono pierwszego satelitę telekomunikacyjnego o nazwie Echo 1, który był satelitą pasywnym i tylko odbijał sygnały radiowe. Pomysł wykorzystania satelitów w łączności zrodził się na skutek niemożności zestawienia połączenia z dowolnymi punktami na Ziemi, przy pomocy sieci naziemnej. Dodatkowo takie połączenie miało wymagać tylko jednego, unikalnego numeru.

## Budowa systemu satelitarnego
System satelitarny składa się z 3 modułów:

### Moduł naziemny
W skład modułu naziemnego wchodzą terminale abonenckie, stacje bazowe, stacje kontrolne, naziemna sieć szkieletowa. Terminale abonenckie wyposażone są w anteny, za pomocą których mogą wysyłać i odbierać sygnały z satelity. Inną częścią składową terminala abonenckiego jest specjalne urządzenie konwertujące odbierany sygnał wysokiej częstotliwości na sygnał mowy czy ramki określonego protokołu. Terminal abonencki wysyła dane do najbliższego satelity. Następnie te dane przesyłane są przez kolejnego satelitę lub po prostu od razu do znajdującej się najbliżej i pasującej stacji bazowej. Ta stacja bazowa przekazuje dalej odebrane dane do terminala wywoływanego, który jest obsługiwany przez tę stację.

### Moduł kosmiczny
W skład modułu kosmicznego wchodzą satelity umieszczone na orbitach. Satelity mają anteny dzięki którym mogą odbierać i przesyłać sygnały. Problem zasilania modułu kosmicznego został rozwiązany przez wyposażenie satelitów w baterie słoneczne i silniki odrzutowe. Wyróżnia się kilka rodzajów modułów kosmicznych, a tym samym systemów satelitarnych. Podział jest dokonany ze względu na typy orbit po których krążą satelity:
- LEO (Low Earth Orbit) systemy o niskich orbitach kołowych znajdujących się na wysokości od 500 do 2000 km nad powierzchnią Ziemi. Umiejscowienie satelity właśnie na takiej wysokości wynika z faktu że do 500 km atmosfera jest zbyt gęsta i występowałoby zbyt duże tarcie, natomiast powyżej 2000 km znajduje się pierwsza strefa Van Allena, w której występują liczne protony i elektrony mogące uszkodzić elektroniczne elementy satelity. Ze względu na niewielką wysokość, aby pokryć zasięgiem całą kulę ziemską potrzebna jest dość znaczna liczba satelitów, ok. 40. Liczba komórek systemu satelitarnego widzianych na Ziemi w wyniku poruszających się satelitów oscyluje wokół 3000. Dlatego bardzo ważną kwestią jest zapewnienie skutecznego przełączania (handover). Satelity te mają także dużą prędkość, przez co znajdują się krótko w zasięgu naziemnej stacji abonenckiej lub bazowej. Zaletą systemów LEO jest niewielka wartość opóźnienia propagacyjnego, dzięki czemu można bardzo łatwo i z dobrym rezultatem transmitować głos. Minusem systemów LEO jest duża liczba wymaganych satelitów. Istotne znaczenie ma tutaj także efekt Dopplera. Orbity LEO są najczęściej kołowe, czasami eliptyczne.

Przykłady: TELEDESIC, GLOBALSTAR.
- MEO (Medium Earth Orbit) - określane są także jako ICO (Intermediate Circular Orbit) - systemy o średniej wielkości orbit. Orbity dla satelitów wchodzących w skład tych systemów znajdują się na wysokości od 8000 km do 12000 km nad powierzchnią Ziemi. Taka, a nie inna wysokość wynika z istnienia poniżej, jak i powyżej, odpowiednio pierwszej i drugiej stref Van Allena, składających się z cząsteczek niebezpiecznych dla elementów elektronicznych satelitów. Znacznie większa wysokość w porównaniu z orbitami systemu LEO wpływa korzystnie na liczbę potrzebnych satelitów do pokrycia swoim zasięgiem całej ziemi. Potrzeba od 10 do 15 satelitów. Liczba komórek w tych systemach spada około czterokrotnie w porównaniu z systemami LEO i wynosi ok. 800. Wzrasta natomiast opóźnienie sygnału do wartości ok. 150 ms. W systemach LEO opóźnienie nie przekraczało 50 ms. Mniejsza liczba komórek wpływa na mniejszą pojemność systemu natomiast mniejsza liczba wymaganych satelitów powoduje, że system jest tańszy niż LEO. Orbity, tak jak w systemach LEO, mogą być kołowe i eliptyczne.

Przykłady: ORBLINK.
- HEO (Highly Eliptical Orbit) - orbity silnie eliptyczne od 500 do 50 tys. km nad powierzchnią Ziemi. Dzięki takim parametrom satelita jest widoczny z powierzchni ziemi jako nieruchomy w określonym przedziale czasu. Na tych satelitach mogą być budowane systemy o podobnych właściwościach do systemów GEO, ale są to systemy regionalne. Ponadto dzięki dużemu kątowi elewacji pod jakim satelita jest widoczny z Ziemi, systemy HEO znajdują zastosowanie w terenach górzystych oraz o dużym stopniu zurbanizowania. Do systemów HEO potrzeba od 2 do 10 satelitów. Jednak te systemy nie są obecnie stosowane.

- GEO (Geostationary Orbit) - systemy z satelitami geostacjonarnymi rozmieszczonymi w płaszczyźnie równikowej na wysokości 35 786 km.Orbitę na tej wysokości nazywa się orbitą geostacjonarną Aby pokryć kulę ziemską do szerokości geograficznej 75° potrzeba 3 do 4 satelitów, które mają taką samą prędkość kątową jak Ziemia, dzięki czemu są widziane z jej powierzchni jako nieruchome. Duża odległość od powierzchni Ziemi wprowadza duże opóźnienia wynoszące ok. 300 ms. Liczba komórek nie przekracza 800. Pojemność systemu GEO przypadająca na jednostkę pasma jest niższa niż w systemach LEO. Niższy jest także koszt systemu. Efekt Dopplera nie ma w przypadku tych systemów większego znaczenia. Aby satelity przetransportować na wymaganą w tych systemach wysokość orbity, potrzebne są kosztowne systemy rakietowe. W systemach GEO stosowane są duże moce sygnałów, ze względu na znaczną wysokość, przez co niemożliwe jest stosowanie na Ziemi terminali ręcznych.

Przykłady: INMARSAT, VSAT i satelity transmitujące kanały telewizyjne.
| Nazwa systemu | Wysokość orbity [km] | Wymagana liczba satelitów | Opóźnienie sygnału [ms] | Przykład systemu      |
| ------------- | -------------------- | ------------------------- | ----------------------- | --------------------- |
| LEO           | 500-2000             | kilkadziesiąt (ok. 40)    | 50                      | Teledesic, Globalstar |
| MEO           | 8000-12000           | 10-15                     | 150                     | Orblink               |
| HEO           | 500-50000            | 2-10                      | do 500                  |                       |
| GEO           | 35 786               | 3-4                       | 300                     | Inmarsat, VSAT        |

### Kanałradiowy
Rozróżniamy kanał radiowy tzw. uplink służący do transmisji Ziemia-satelita oraz w przeciwnym kierunku satelita-Ziemia tzw. downlink. W ramach każdego pasma określono konkretne zakresy częstotliwości, które przeznaczone są dla transmisji przez satelity. W tabeli nr 2 znajduje się przyjęty podział częstotliwości.
| Pasmo | Przedział częstotliwości [GHz] |
| ----- | ------------------------------ |
| L     | 1-2                            |
| S     | 2-4                            |
| C     | 4-8                            |
| X     | 8-12                           |
| Ku    | 12-18                          |
| K     | 18-27                          |
| Ka    | 27-40                          |
| V     | powyżej 40                     |

Pasmo X przeznaczone jest głównie dla organizacji rządowych i wojska.

## Inny podział systemów satelitarnych
Systemy satelitarne można także klasyfikować ze względu na wielkość wykorzystywanych satelitów.
Wyróżniamy systemy wykorzystujące:
- duże satelity GEO
- duże satelity LEO/ICO
- małe satelity LEO z rozróżnieniem na:

- minisatelity LEO od około 100 do 750 kg masy
- mikrosatelity LEO o wadze od 50 do 100 kg

## Literatura
- http://www.kt.agh.edu.pl/~kulakowski/satelity/
- Krzysztof Wesołowski, „Systemy Radiokomunikacji Ruchomej”, WKŁ, Warszawa, 2003.